# Sénégambie
Ne doit pas être confondu avec Confédération de Sénégambie.

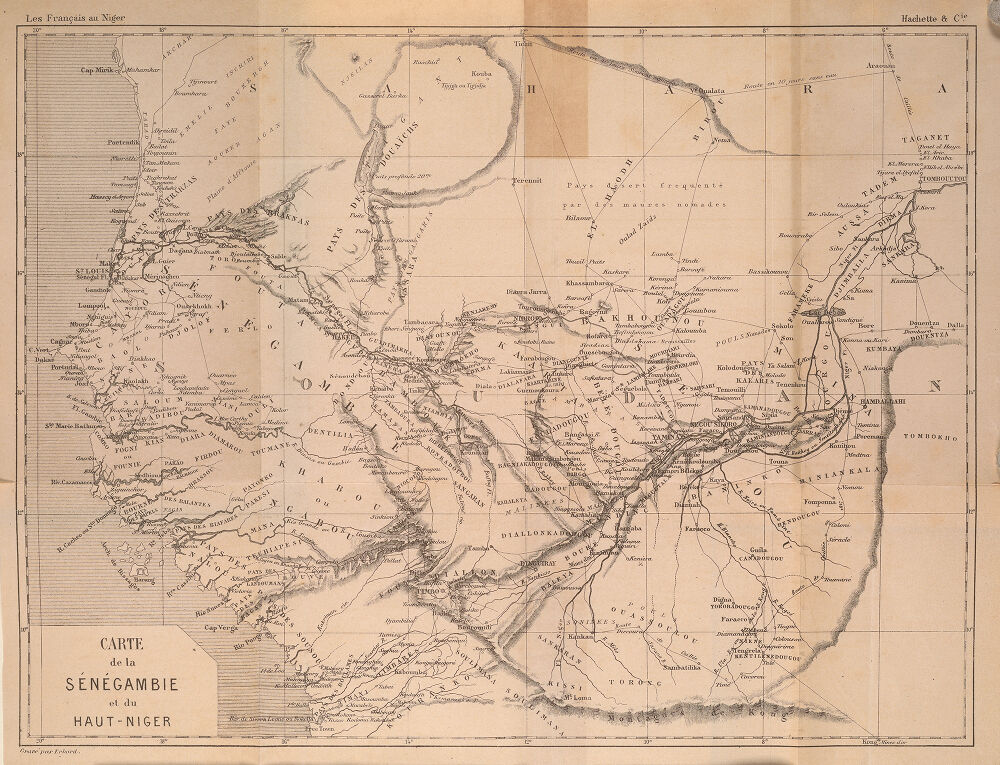
Carte de la Sénégambie et du Haut-Niger, 1885.

La Sénégambie est une aire géographique regroupant les bassins versants des fleuves Sénégal et Gambie (son nom est un mot-valise construit sur les noms des deux fleuves). Elle comprend les territoires actuels du Sénégal, de la Gambie et de la Guinée-Bissau, ainsi qu'une partie de la Mauritanie, du Mali et de la Guinée-Conakry. À l'origine l'espace dit « Sénégambie » diffère de la simple réunion des États du Sénégal et de la Gambie.

## Préhistoire

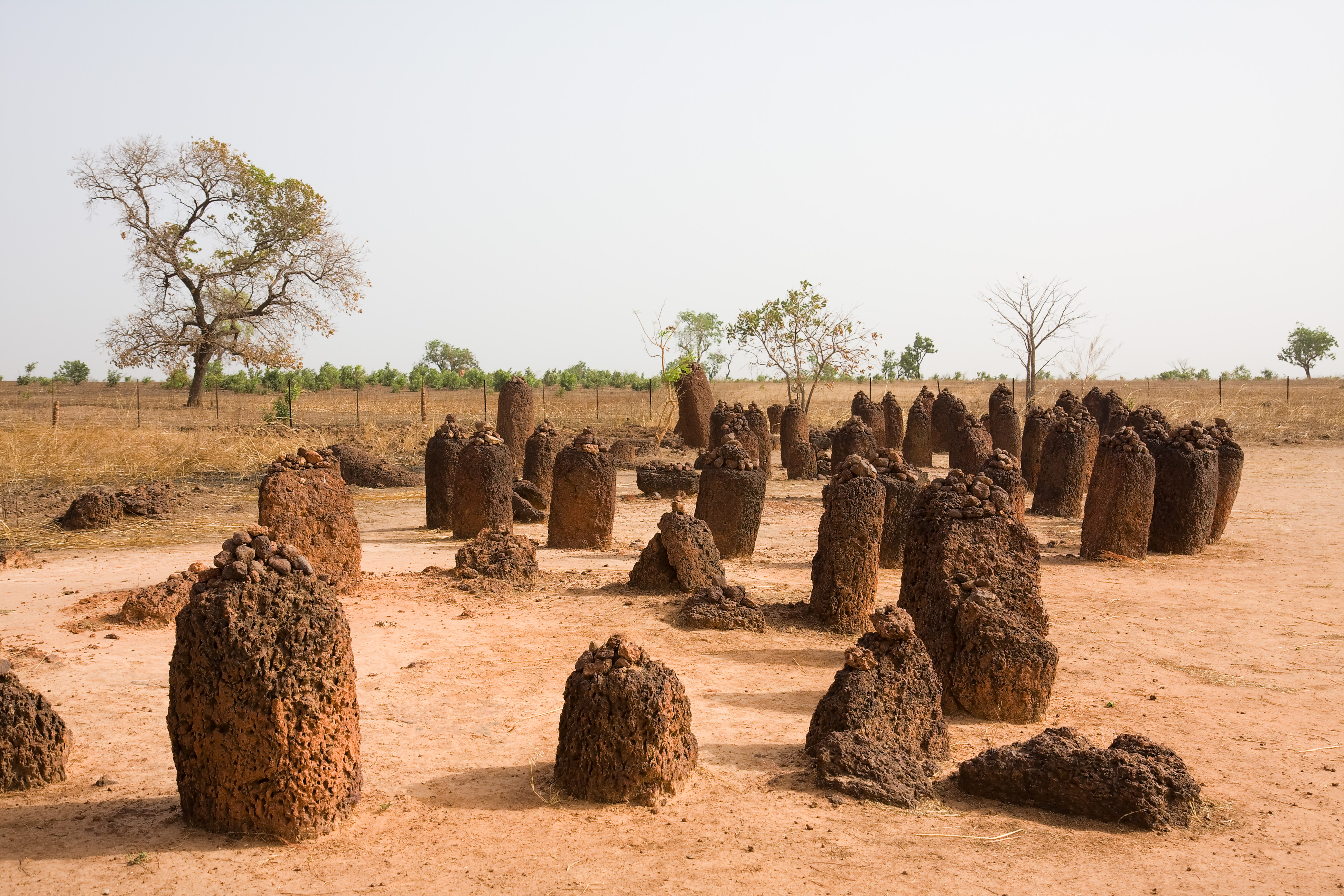
Cercles mégalithiques de Sénégambie.

L’étude du Néolithique sénégambien montre que la région est loin d’être entièrement prospectée, mais il est permis de remarquer que le Néolithique s’est épanoui avec bonheur à travers les  vestiges recueillis : industrie lithique, osseuse, poterie, œuvres d’art, etc. qui témoignent d’activités variées. Les haches de la carrière Diakité, fabriquées à partir d’une matière première en  provenance de la bordure orientale du Sénégal, seraient le témoignage d’une mobilité humaine sur une distance d’environ 600 km, au cours du Néolithique sénégambien.
La culture matérielle de la zone se retrouve dans l’ouest africain saharo-soudanais qui présentait des conditions écologiques et bioclimatiques favorables à l’épanouissement de cultures sédentaires. Par ailleurs, les représentants des  Néolithiques sénégambiens nous sont connus à travers un spécimen unique découvert à Khant, un amas en voie de disparition du fait de sa transformation en une carrière. Par ailleurs, l’insuffisance des fouilles archéologiques, combinée à la nature des stations qui sont de plein air, explique les lacunes constatées, lesquelles ne cessent d’empirer. Si des problèmes chronologiques et d’affinités des faciès néolithiques n’ont pas été véritablement résolus (il est possible de nommer les cultures sur la base des styles céramiques), d’autres menaces se sont manifestées, du  fait des impératifs économiques et de la pression anthropique. Ainsi, l’immense majorité des sites préhistoriques (un important  patrimoine) sont  perdus ou en voie de l’être : Kounoune, Patte-d’Oie sont entièrement urbanisés, Cap Manuel, etc.
Ce dernier, site classé au titre de la loi de 1971, est en sursis du fait d’un projet de construction d’un hôtel. L’archéologie préventive s’impose avant qu’il ne soit trop tard.

## Postérité

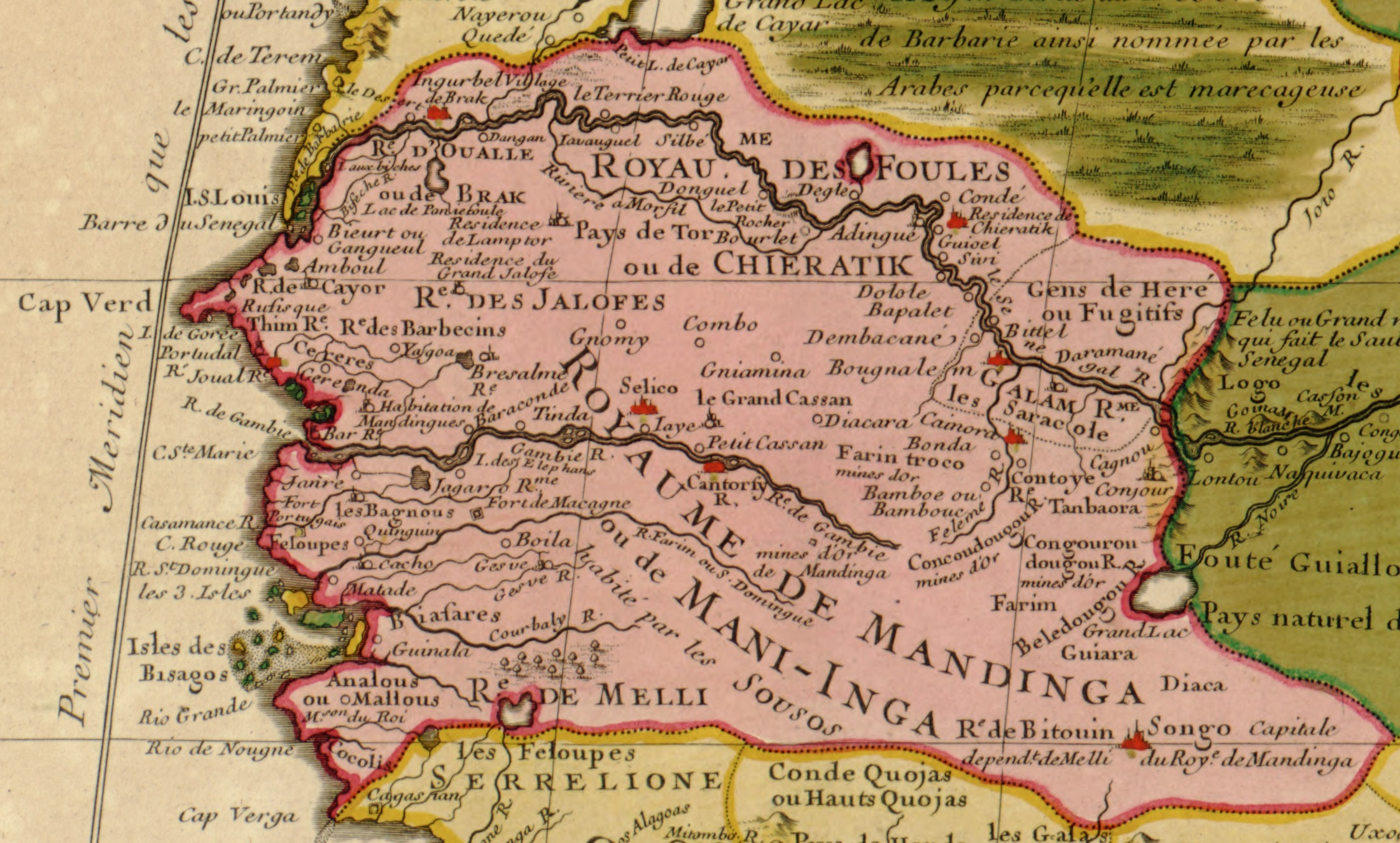
Carte de 1707.

Pour l'Église catholique, la préfecture apostolique des deux Guinées et Sénégambie (1842) devient vicariat apostolique de Sénégambie (1863), à l'origine du diocèse de Dakar (1936) puis de l'archidiocèse de Dakar (1955).
Le toponyme est repris en 1982 pour désigner la Confédération de Sénégambie qui associe les deux pays pendant quelques années. Officialisée le 1er février 1982, elle est dissoute le 30 septembre 1989 par le Sénégal, lorsque la Gambie refuse de renforcer l'union
Ismaël Lô a sorti une chanson du nom de Sénégambie dans son album Iso.